# Triangular Series in Sri Lanka der Saison 2009
Die Triangular Series in Sri Lanka der Saison 2009 war ein Drei-Nationen-Turnier das vom 8. bis zum 19. September 2009 in Sri Lanka das im One-Day Cricket ausgetragen wurde. Bei dem zur internationalen Cricket-Saison 2009 gehörenden Turnier nahmen neben dem Gastgeber die Mannschaften aus Indien und Neuseeland teil. Im Finale konnte sich Indien mit 46 Runs gegen Sri Lanka durchsetzen.

## Vorgeschichte
Das Turnier wurde direkt im Anschluss an die Tour Neuseelands in Sri Lanka ausgetragen und diente als Vorbereitung auf die ICC Champions Trophy 2009, die direkt im Anschluss folgte. Das Turnier ersetzte dabei die zuvor geplanten ODIs der Tour.

## Format
In einer Vorrunde spielte jede Mannschaft gegen jede einmal. Für einen Sieg gab es vier, für ein Unentschieden oder No Result 2 Punkte. Des Weiteren wurden Bonuspunkte vergeben. Die beiden Gruppenersten qualifizierten sich für das Finale und spielten dort um den Turniersieg.

## Stadien
Das folgende Stadion wurden für das Turnier als Austragungsort vorgesehen und am 10. Juli 2009 bekanntgegeben.
| Stadion | Stadt                      | Kapazität | Spiele            |
| ------- | -------------------------- | --------- | ----------------- |
| Colombo | R. Premadasa Stadium (RPS) | 35.000    | Vorrunde & Finale |

## Kaderlisten
Indien benannte seinen Kader am 16. August 2009. Neuseeland benannte seine Kader am 7. Juli 2009.
| ODI | ODI | ODI |
| Sri Lanka | Neuseeland | Indien |
| --- | --- | --- |
| - Kumar Sangakkara (K, wk) - Tillakaratne Dilshan - Sanath Jayasuriya - Mahela Jayawardene - Thilina Kandamby - Chamara Kapugedera - Nuwan Kulasekara - Lasith Malinga - Angelo Mathews - Ajantha Mendis - Muthiah Muralitharan - Dammika Prasad - Thilan Samaraweera - Upul Tharanga - Thilan Thushara | - Daniel Vettori (K) - Shane Bond - Neil Broom - Ian Butler - Grant Elliott - Martin Guptill - Gareth Hopkins (wk) - Brendon McCullum - Nathan McCullum - Kyle Mills - Jacob Oram - Jeetan Patel - Jesse Ryder - Ross Taylor | - Mahendra Singh Dhoni (K, wk) - Yuvraj Singh (VK) - Rahul Dravid - Dinesh Karthik - Virat Kohli - Amit Mishra - Abhishek Nayar - Ashish Nehra - Yusuf Pathan - Suresh Raina - Harbhajan Singh - Sachin Tendulkar |

## Spiele

### Vorrunde
Tabelle
| Teams      | Sp. | S | N | U | R | NR | BP | Punkte | NRR    |
| ---------- | --- | - | - | - | - | -- | -- | ------ | ------ |
| Sri Lanka  | 2   | 2 | 0 | 0 | 0 | 0  | 2  | 10     | +2.360 |
| Indien     | 2   | 1 | 1 | 0 | 0 | 0  | 0  | 4      | +1.040 |
| Neuseeland | 2   | 0 | 2 | 0 | 0 | 0  | 0  | 0      | −1.370 |

Sieg: 4 Punkte; Remis: 2 Punkte
Spiele
| 8. September Scorecard | Colombo (RPS) | Sri Lanka 216-7 (50)          | – | Neuseeland 119 (36.1) |
|                        |               | Sri Lanka gewinnt mit 97 Runs |   |                       |

| 11. September Scorecard | Colombo (RPS) | Neuseeland 155 (46.3)        | – | Indien 156-4 (40.3) |
|                         |               | Indien gewinnt mit 6 Wickets |   |                     |

| 12. September Scorecard | Colombo (RPS) | Sri Lanka 307-6 (50)           | – | Indien 168 (37.2) |
|                         |               | Sri Lanka gewinnt mit 139 Runs |   |                   |

### Finale
| 14. September Scorecard | Colombo (RPS) | Indien 319-5 (50)          | – | Sri Lanka 273 (46.4) |
|                         |               | Indien gewinnt mit 46 Runs |   |                      |